# Сады (Нижегородская область)
Сады — деревня в Арзамасском районе Нижегородской области Российской Федерации. В рамках организации местного (муниципального) самоуправления входит в состав городского округа город Арзамас.

## География
Располагается в 22 км на север от города Арзамаса (по шоссе), ближайшее селение — посёлок Ломовка.
Местность относится к лесостепной части:20, в орогидрографическом отношении относится к западной
части Приволжской возвышенности и представляет собой приподнятую равнину,
расчленённую системами рек, относящихся к бассейну рек Оки и Волги:25. На территории деревни два водоёма. Высота центра селения над уровнем моря 150 м.
Климат, как и во всем районе, умеренно-континентальный:20.
На 2023 год в деревне числятся Садовая улица и Заводской переулок.
Проявление Сады кирпичных суглинков расположено в 0,4 км южнее деревни Сады. Запасы по категории С2 — 8101 тыс. м3 и прогнозные ресурсы по категории P1 — 11255 тыс. м3 приняты НТС в 1984 году:35.

## История
Входила до 1 января 2023 года в состав Ломовского сельсовета Арзамасского муниципального района. После их упразднения входит в состав городского округа город Арзамас.

## Население
| 2002 | 2010 |
| ---- | ---- |
| 14   | ↘6   |

## Инфраструктура
Личное подсобное хозяйство с зоной сельскохозяйственного использования, индивидуальная застройка усадебного типа.

## Транспорт
Деревня доступна автотранспортом с автодороге регионального значения 22Н-0224. Остановка общественного транспорта «Сады» находится вне населённого пункта.